# Ameerega flavopicta
Ameerega flavopicta – gatunek płaza bezogonowego z rodziny drzewołazowatych (Dendrobatidae).

## Taksonomia i występowanie
Gatunek ten występuje od południowo-wschodniej do północnej Brazylii; stwierdzono go na terenie stanów Goiás, Maranhão, Minas Gerais, Pará, Tocantins oraz w Dystrykcie Federalnym. Zaliczana w przeszłości do tego gatunku populacja żyjąca na obszarze Boliwii jest obecnie zaliczana do odrębnego gatunku Ameerega boehmei.
Zamieszkuje lasy tropikalne na wysokości od 500 do 1400 m n.p.m.

## Status
Lokalnie jest pospolity, a trend jego liczebności oceniany jest jako stabilny. Największe zagrożenie to degradacja środowiska wywołana rolnictwem, wycinką drzew, budowaniem tam i pożarami. Zasięg występowania gatunku obejmuje kilkanaście obszarów chronionych, w tym parki narodowe.